# First Citizens BancShares
First Citizens BancShares, Inc. es un holding bancario con sede en Raleigh (Carolina del Norte). Se trata de uno de los bancos más grandes de los Estados Unidos. Su subsidiaria principal es First Citizens Bank, que tiene más de 500 sucursales en 23 estados. Una segunda filial es Silicon Valley Bank, que cuenta con 39 oficinas en 15 estados.
Durante tres generaciones, el banco ha estado dirigido por la familia de Robert Powell, quien se unió al banco en 1918 y lo presidió desde 1935 hasta 1957.

## Historia
El banco abrió sus puertas el 1 de marzo de 1898 con el nombre de Banco de Smithfield. Más tarde tomó el nombre de First National Bank of Smithfield. Después se fusionó con Citizens National Bank para convertirse en First and Citizens National Bank. En 1929, cambió su nombre a First Citizens Bank and Trust Company. En 1986, se reorganizó como una sociedad holding, First Citizens BancShares, Inc.  En 2024, es el decimoquinto banco más grande de los Estados Unidos, con $ 221 mil millones en activos y $ 152 mil millones en depósitos y $ 88 mil millones en liquidez.
First Citizens Bancshares hizo su debut en la lista Fortune 500 en 2024, ocupando el puesto 182 en el apartado generalista. El banco también fue nombrado por American Banker en 2024 como el banco grande con mejor desempeño, entre los bancos con al menos $50 mil millones de dólares en activos.

### Adquisiciones y desinversiones
Una larga lista de adquisiciones y desinversiones coronan la trayectoria del holding bancario estadounidense, tendencia que tiene la banca en general del país para su consolidación, pues a finales del siglo XX se mostraba muy fragmentada. El First Citizens BancShares comenzó por expandirse en la década de 1970 por Carolina del Norte, tendencia que compaginó hacia 1995 al extenderse por otros estados como Virginia Occidental, California o Washington.
- 1971: The Haynes Bank de Cliffside, Carolina del Norte
- 1974: The Bank of Coleridge de Ramseur Carolina del Norte; The Bank of Commerce de Charlotte, Carolina del Norte
- 1979: Bank of Conway in Conway, North Carolina
- 1981: Commercial & Farmers Bank of Rural Hall, North Carolina and Commercial & Savings Bank of Boonville, Carolina del Norte
- 1983: Peoples Bank of North Carolina en Madison, Carolina del Norte
- 1985: First State Bank de Winterville, Carolina del Norte, Farmers Bank de Pilot Mountain, Carolina del Norte; Farmers Bank of Sunbury de Sunbury, Carolina del Norte
- 1990: Heritage Federal Savings and Loan Association de Monroe, Carolina del Norte; North Carolina Savings and Loan Association de Charlotte, Carolina del Norte
- 1991: Mutual Savings and Loan Association de Charlotte, North Carolina; First Federal Savings Bank de Hendersonville, Carolina del Norte
- 1993: Caldwell Savings Bank de Lenoir, Carolina del Norte; Surety Federal Savings and Loan Association, FA of Morganton, Carolina del Norte; Pioneer Savings Bank de Rocky Mount, Carolina del Norte
- 1994: The Bank of Bladenboro en Bladenboro, Carolina del Norte; Edgecomb Homestead Savings Bank de Tarboro, Carolina del Norte; First Republic Savings Bank de Roanoke Rapids, Carolina del Norte
- 1995: First Investors Savings Bank de Whiteville, Carolina del Norte; State Bank de Fayetteville, Carolina del Norte
- 1996: First-Citizens Bank & Trust Company de Lawrenceville, Virginia; Peoples Savings Bank de Wilmington, Carolina del Norte; Summit Savings Bank de Sanford, Carolina del Norte
- 1997: First Savings Bank of Rockingham County en Reidsville, Carolina del Norte[5]
- 1998: First Citizens Bank & Trust Company de White Sulphur Springs, Virginia Occidental
- 2003: Avery County Bank de Newland, Carolina del Norte[6]
- 2009: U.S. Bancorp; Temecula Valley Bank de Temecula, California;[7] Venture Bank de Lacey, Washington[8]
- 2010: Sun American Bank de Boca Raton, Florida;[9][10] First Regional Bank de Los Ángeles, California[11]
- 2011: United Western Bank de Denver, Colorado; Colorado Capital Bank de Castle Rock, Colorado;[12][13] IronStone Bank[14]
- 2013: 1st Financial Corp. de Hendersonville, Carolina del Norte
- 2014: First Citizens Bank de Carolina del Sur.[15]
- 2015: Capitol City Bank and Trust Company de Atlanta, Georgia
- 2016: North Milwaukee State Bank de Milwaukee;[16][17] Cordia Bancorp Inc. de Midlothian, Virginia;[18] First CornerStone Bank de King of Prussia, Pennsylvania[19][20]
- 2017: Harvest Community Bank de Pennsville, Nueva Jersey;[21] Guaranty Bank de Milwaukee, Wisconsin[22][23]
- 2018: Palmetto Heritage Bancshares Inc. de Pawleys Island, Carolina del Sur
- 2019: Biscayne Bank de Coconut Grove, Miami
- 2019: First South Bancorp, Inc. de Spartanburg, Carolina del Sur
- 2020: Entegra Financial Corp.
- 2020: Community Financial Holding Company, Inc.; Gwinnett Community Bank
- 2022: CIT Group
- 2023: Silicon Valley Bank[24][25][26][27][28]